# Qaarsut Airport
Qaarsut Airport (Grönländska: Mittarfik Qaarsut) är en flygplats i Grönland. Den ligger i den centrala delen av västra Grönland, 700 km norr om huvudstaden Nuuk. Flygplatsen ligger 96 meter över havet.
Terrängen runt Qaarsut Airport är varierad. Trakten runt Qaarsut Airport består i huvudsak av gräsmarker.